# Тетерівське
Те́терівське (стара назва — У́нин) — село в Україні, у Іванківській селищній громаді Вишгородського району Київської області на лівому березі річки Тетерів при впадінні у неї річок Жерева і Кропивня. Населення становить 364 осіб.

## З історії села
В «Енциклопедичному словнику Брокгауза і Ефрона» видання 1890—1907 років вказується, що на той час в селі проживало 1420 жителів; знаходились церква, школа грамоти, водяний і багато вітряних млинів, значна лісова пристань.
За даними «Памятной книжки Киевской епархии на 1882 год», «Покровська церква 1848 року побудови, дерев'яна, 6 класу, 1775 парафіян, до парафії приписані села Ханів та Жерева, у парафії 22 католика та 26 євреїв, церковної землі 50,5 десятин».
7 (20) листопада 1917 року, відповідно до Третього Універсалу Української Центральної Ради, увійшло до складу Української Народної Республіки.

## Новітня історія
27 червня 2015 року в Тетерівському митрополит Переяслав-Хмельницький і Білоцерківський Епіфаній звершив освячення новозбудованого Покровського храму.
12 червня 2020 року, відповідно до розпорядження Кабінету Міністрів України № 715-р «Про визначення адміністративних центрів та затвердження територій територіальних громад Київської області», увійшло до складу Іванківської селищної територіальної громади.
19 липня 2020 року, в результаті адміністративно-територіальної реформи та ліквідації Іванківського району, село увійшло до складу новоутвореного Вишгородського району.
З кінця лютого до 1 квітня 2022 року під час російсько-української війни село було окуповане російськими військами.

## Фотогалерея

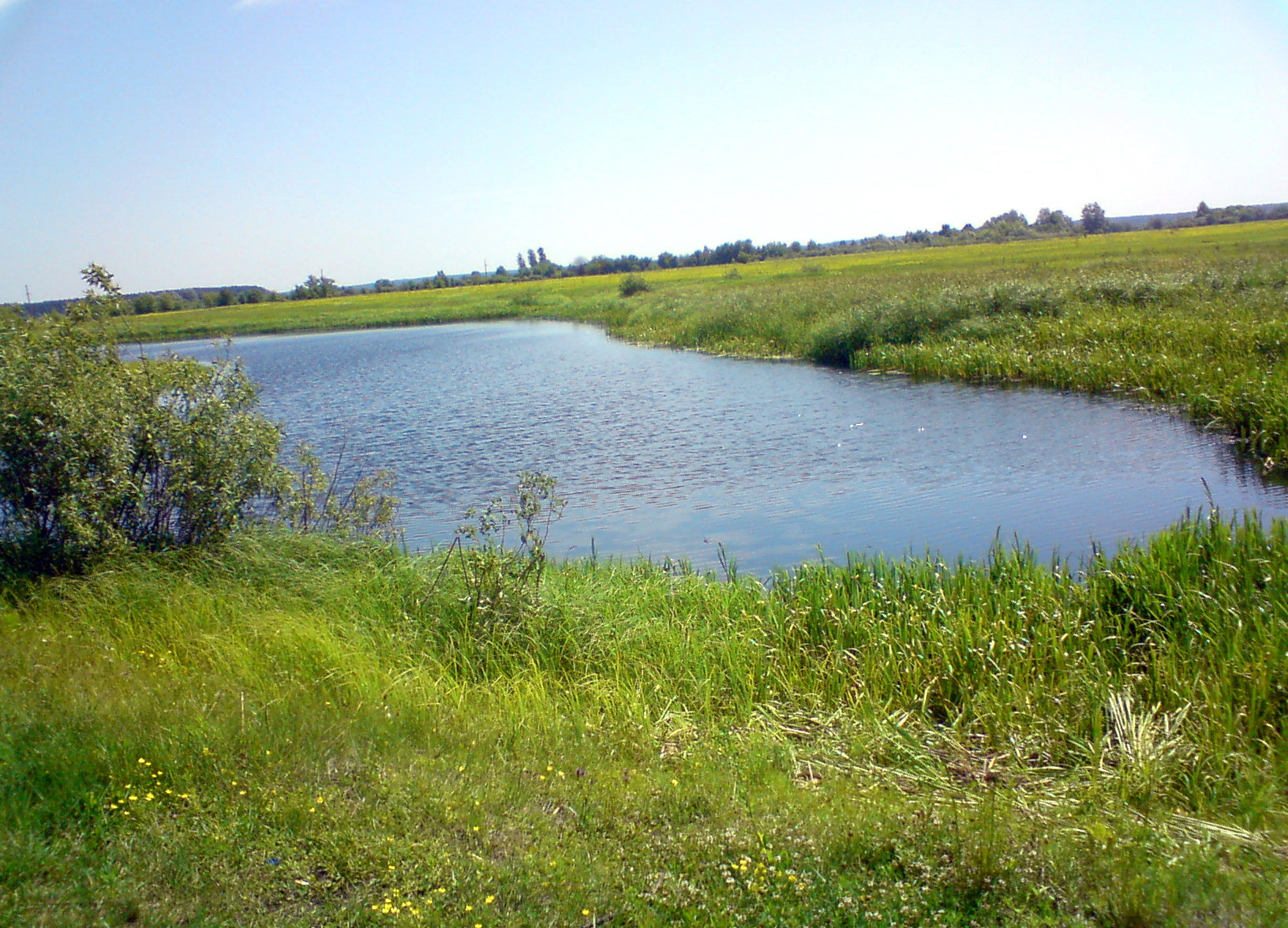
Озеро Качениха
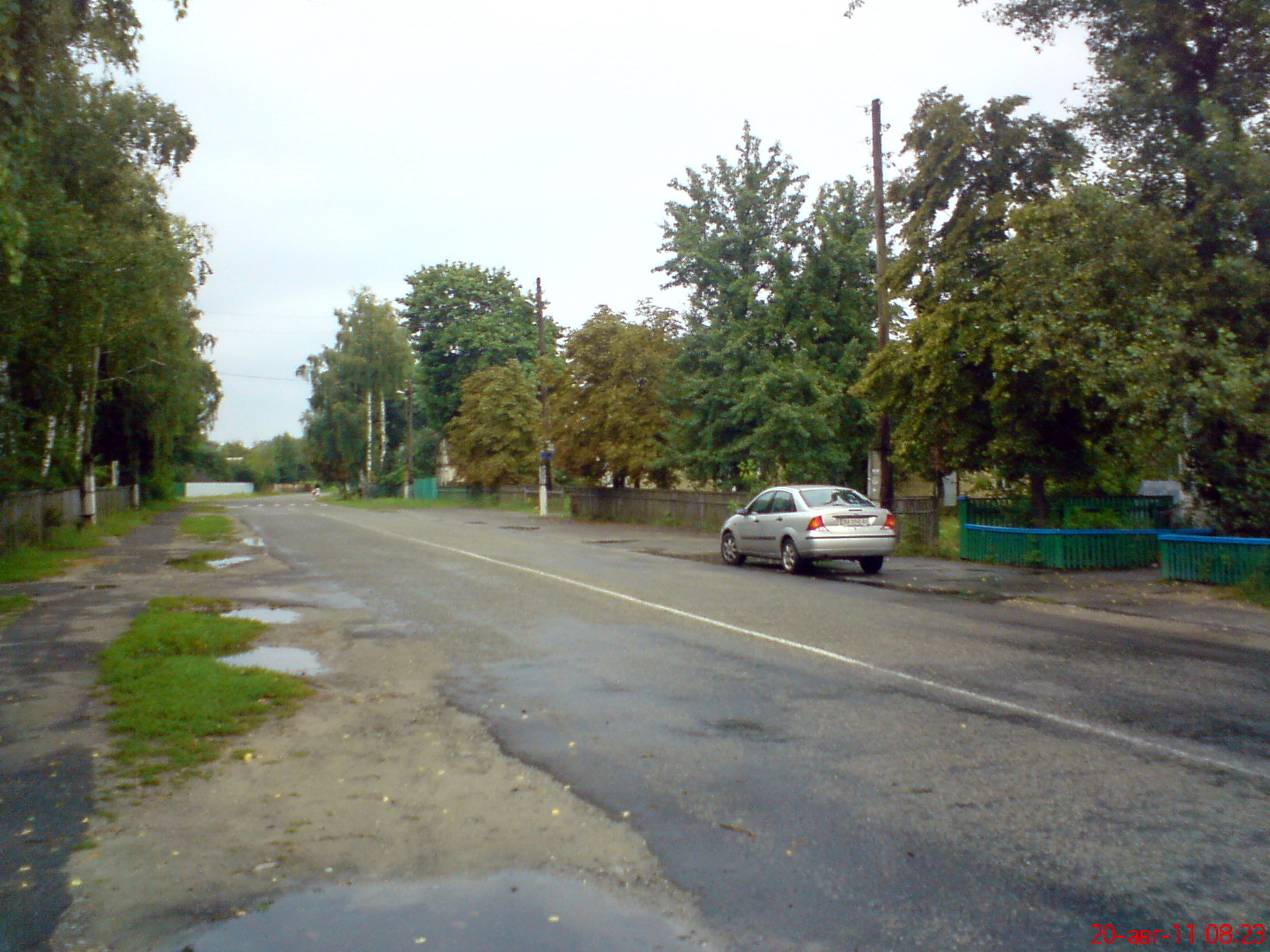
Центральна вулиця

## Уродженці
- Малюк Михайло Михайлович (1955—2016, похований у рідному селі) – український прозаїк, публіцист, видавець.
- Смовж Павло Якович (* 1951) — заслужений журналіст України, член НСЖУ.